# 特維塔·圖伊瓦卡諾
特維塔·圖伊瓦卡諾，原名特維塔·普羅泰爾·卡霍是一名湯加政治人物，於1912年至1923年擔任湯加首相。